# Llista de participants al Tour de França de 2018
| 20+ | 10–19 | 2–9 | 1 |

Número de ciclistes participants en el Tour de França de 2018 per país:

El Tour de França de 2018, 104 edició del Tour de França, fou disputat per 176 corredors repartits entre 22 equips. La cursa es disputà entre el 7 i el 29 de juliol, amb inici a Noirmoutier-en-l'Île, i final a l'Avinguda dels Camps Elisis de París.

## Equips participants
Al Tour de França, en tant que prova World Tour, hi prenen part els 18 equips World Tour i l'organitzador convida quatre equips continentals per acabar de completar els 22 equips.
| WorldTeams (18)- AG2R La Mondiale - Astana - Bahrain-Merida - BMC Racing Team - Bora-Hansgrohe - Groupama-FDJ - Lotto Soudal - Mitchelton-Scott - Movistar Team - Quick-Step Floors - Dimension Data - EF Education First-Drapac p/b Cannondale - Katusha-Alpecin - Lotto NL-Jumbo - Sky - Team Sunweb - Trek-Segafredo - UAE Team Emirates Equips continentals professionals (4)- Cofidis, Solutions Crédits - Direct Énergie - Fortuneo-Samsic - Wanty-Groupe Gobert |
| |

## Llista de participants
- Llista de sortida completa

| Llegenda                 | Llegenda | Llegenda              | Llegenda                                                                                         |
| ------------------------ | --- | --------------------- | ------------------------------------------------------------------------------------------------ |
| #                        | Dorsal de sortida que du el ciclista al Tour                                                                | Pos.                  | Posició final a la classificació general                                                         |
| Mallot groc              | Vencedor de la classificació general                                                                        | Mallot de la muntanya | Vencedor de la classificació de la muntanya                                                      |
| Mallot verd              | Vencedor de la classificació per punts                                                                      | Mallot blanc          | Vencedor de la classificació dels joves                                                          |
| classificació per equips | Vencedor de la classificació per equips                                                                     | Combativitat          | Vencedor de la combativitat                                                                      |
| NP                       | Indica un ciclista que no ha pres la sortida en una etapa, seguit del número de l'etapa en què s'ha retirat | AB                    | Indica un ciclista que no ha finalitzat una etapa, seguit del número d'etapa en què s'ha retirat |
| HD                       | Indica un ciclista que ha finalitzat una etapa fora de control, seguit del número d'etapa                   | EX                    | Corredor exclòs per no respectar el reglament                                                    |
| Campió d'Itàlia          | Indica un mallot de campió nacional o mundial, així com l'especialitat                                      | *                     | Indica un corredor que lluita pel mallot blanc                                                   |

| Núm.                                             | Ciclista                   | Pos.  |
| ------------------------------------------------ | -------------------------- | ----- |
| 1                                                | Chris Froome (GBR)         | 3     |
| 2                                                | Egan Bernal (COL)          | 15    |
| 3                                                | Jonathan Castroviejo (ESP) | 70    |
| 4                                                | Michal Kwiatkowski (POL)   | 49    |
| 5                                                | Gianni Moscon (ITA)        | EX-15 |
| 6                                                | Wout Poels (NED)           | 58    |
| 7                                                | Luke Rowe (GBR)            | 128   |
| 8                                                | Geraint Thomas (GBR)       | 1     |
| Director esportiu: Nicolas Portal/Servais Knaven |                            |       |

| Núm.                                             | Ciclista                     | Pos.  |
| ------------------------------------------------ | ---------------------------- | ----- |
| 11                                               | Rigoberto Urán (COL)         | NP-12 |
| 12                                               | Simon Clarke (AUS)           | 100   |
| 13                                               | Lawson Craddock (USA)        | 145   |
| 14                                               | Daniel Felipe Martínez (COL) | 36    |
| 15                                               | Taylor Phinney (USA)         | 136   |
| 16                                               | Pierre Rolland (FRA)         | 27    |
| 17                                               | Thomas Scully (NZL)          | 129   |
| 18                                               | Sep Vanmarcke (BEL)          | 115   |
| Director esportiu: Charly Wegelius/Andreas Klier |                              |       |

| Núm.                                           | Ciclista                | Pos.  |
| ---------------------------------------------- | ----------------------- | ----- |
| 21                                             | Romain Bardet (FRA)     | 6     |
| 22                                             | Silvan Dillier (SUI)    | 83    |
| 23                                             | Axel Domont (FRA)       | AB-4  |
| 24                                             | Mathias Frank (SUI)     | 55    |
| 25                                             | Tony Gallopin (FRA)     | AB-12 |
| 26                                             | Pierre Latour (FRA)     | 13    |
| 27                                             | Oliver Naesen (BEL)     | 66    |
| 28                                             | Alexis Vuillermoz (FRA) | NP-10 |
| Director esportiu: Julien Jurdie/Didier Jannel |                         |       |

| Núm.                                        | Ciclista                   | Pos. |
| ------------------------------------------- | -------------------------- | ---- |
| 31                                          | Michael Matthews (AUS)     | NP-5 |
| 32                                          | Tom Dumoulin (NED)         | 2    |
| 33                                          | Nikias Arndt (GER)         | 67   |
| 34                                          | Simon Geschke (GER)        | 25   |
| 35                                          | Chad Haga (USA)            | 72   |
| 36                                          | Søren Kragh Andersen (DEN) | 52   |
| 37                                          | Laurens Ten Dam (NED)      | 51   |
| 38                                          | Edward Theuns (BEL)        | 88   |
| Director esportiu: Luke Roberts/Tom Veelers |                            |      |

| Núm.                                           | Ciclista             | Pos. |
| ---------------------------------------------- | -------------------- | ---- |
| 41                                             | Warren Barguil (FRA) | 17   |
| 42                                             | Maxime Bouet (FRA)   | 42   |
| 43                                             | Elie Gesbert (FRA)   | 86   |
| 44                                             | Romain Hardy (FRA)   | 105  |
| 45                                             | Kevin Ledanois (FRA) | 96   |
| 46                                             | Amaël Moinard (FRA)  | 48   |
| 47                                             | Laurent Pichon (FRA) | 98   |
| 48                                             | Florian Vachon (FRA) | 99   |
| Director esportiu: Sébastien Hinault/Yvon Caer |                      |      |

| Núm.                                              | Ciclista                 | Pos.  |
| ------------------------------------------------- | ------------------------ | ----- |
| 51                                                | Vincenzo Nibali (ITA)    | NP-13 |
| 52                                                | Sonny Colbrelli (ITA)    | 109   |
| 53                                                | Heinrich Haussler (AUS)  | 125   |
| 54                                                | Gorka Izagirre (ESP)     | 24    |
| 55                                                | Ion Izagirre (ESP)       | 22    |
| 56                                                | Kristijan Koren (SLO)    | 102   |
| 57                                                | Franco Pellizotti (ITA)  | 60    |
| 58                                                | Domenico Pozzovivo (ITA) | 18    |
| Director esportiu: Gorazd Štangelj/Rik Verbrugghe |                          |       |

| Núm.                                             | Ciclista              | Pos.  |
| ------------------------------------------------ | --------------------- | ----- |
| 61                                               | Adam Yates (GBR)      | 29    |
| 62                                               | Jack Bauer (NZL)      | 121   |
| 63                                               | Luke Durbridge (AUS)  | 118   |
| 64                                               | Mathew Hayman (AUS)   | 108   |
| 65                                               | Michael Hepburn (AUS) | 117   |
| 66                                               | Damien Howson (AUS)   | NP-16 |
| 67                                               | Daryl Impey (RSA)     | 46    |
| 68                                               | Mikel Nieve (ESP)     | 23    |
| Director esportiu: Matthew White/Laurenzo Lapage |                       |       |

| Núm.                                                     | Ciclista                 | Pos. |
| -------------------------------------------------------- | ------------------------ | ---- |
| 71                                                       | Nairo Quintana (COL)     | 10   |
| 72                                                       | Andrey Amador (CRI)      | 50   |
| 73                                                       | Daniele Bennati (ITA)    | 104  |
| 74                                                       | Imanol Erviti (ESP)      | 77   |
| 75                                                       | Mikel Landa (ESP)        | 7    |
| 76                                                       | José Joaquín Rojas (ESP) | AB-9 |
| 77                                                       | Marc Soler (ESP)         | 62   |
| 78                                                       | Alejandro Valverde (ESP) | 14   |
| Director esportiu: José Luis Arrieta/José Vicente García |                          |      |

| Núm.                                          | Ciclista                 | Pos.  |
| --------------------------------------------- | ------------------------ | ----- |
| 81                                            | Richie Porte (AUS)       | AB-9  |
| 82                                            | Patrick Bevin (NZL)      | AB-14 |
| 83                                            | Damiano Caruso (ITA)     | 20    |
| 84                                            | Simon Gerrans (AUS)      | 107   |
| 85                                            | Stefan Küng (SUI)        | 53    |
| 86                                            | Michael Schar (SUI)      | 90    |
| 87                                            | Greg Van Avermaet (BEL)  | 28    |
| 88                                            | Tejay Van Garderen (USA) | 32    |
| Director esportiu: Fabio Baldato/Valerio Piva |                          |       |

| Núm.                                                  | Ciclista                  | Pos. |
| ----------------------------------------------------- | ------------------------- | ---- |
| 91                                                    | Daniel Martin (IRL)       | 8    |
| 92                                                    | John Darwin Atapuma (COL) | 69   |
| 93                                                    | Kristijan Durasek (CRO)   | 40   |
| 94                                                    | Roberto Ferrari (ITA)     | 138  |
| 95                                                    | Alexander Kristoff (NOR)  | 114  |
| 96                                                    | Marco Marcato (ITA)       | 126  |
| 97                                                    | Rory Sutherland (AUS)     | 106  |
| 98                                                    | Oliviero Troia (ITA)      | 133  |
| Director esportiu: Philippe Mauduit/Simone Pedrazzini |                           |      |

| Núm.                                         | Ciclista                        | Pos.  |
| -------------------------------------------- | ------------------------------- | ----- |
| 101                                          | Julian Alaphilippe (FRA)        | 33    |
| 102                                          | Tim Declercq (BEL)              | AB-16 |
| 103                                          | Fernando Gaviria (COL)          | AB-12 |
| 104                                          | Philippe Gilbert (BEL)          | NP-17 |
| 105                                          | Bob Jungels (LUX)               | 11    |
| 106                                          | Yves Lampaert (BEL)             | 80    |
| 107                                          | Ariel Maximiliano Richeze (ARG) | 135   |
| 108                                          | Niki Terpstra (NED)             | 119   |
| Director esportiu: Tom Steels/Davide Bramati |                                 |       |

| Núm.                                           | Ciclista                | Pos. |
| ---------------------------------------------- | ----------------------- | ---- |
| 111                                            | Peter Sagan (SVK)       | 71   |
| 112                                            | Maciej Bodnar (POL)     | 122  |
| 113                                            | Marcus Burghardt (GER)  | 92   |
| 114                                            | Rafal Majka (POL)       | 19   |
| 115                                            | Gregor Mühlberger (AUT) | 76   |
| 116                                            | Daniel Oss (ITA)        | 112  |
| 117                                            | Pawel Poljanski (POL)   | 94   |
| 118                                            | Lukas Pöstlberger (AUT) | 132  |
| Director esportiu: Enrico Poitschke/Ján Valach |                         |      |

| Núm.                                               | Ciclista                  | Pos.  |
| -------------------------------------------------- | ------------------------- | ----- |
| 121                                                | Jakob Fuglsang (DEN)      | 12    |
| 122                                                | Omar Fraile (ESP)         | 57    |
| 123                                                | Dmitriy Gruzdev (KAZ)     | HD-12 |
| 124                                                | Jesper Hansen (DEN)       | 56    |
| 125                                                | Tanel Kangert (EST)       | 16    |
| 126                                                | Magnus Cort Nielsen (DEN) | 68    |
| 127                                                | Luis León Sánchez (ESP)   | AB-2  |
| 128                                                | Michael Valgren (DEN)     | 44    |
| Director esportiu: Dmitry Fofonov/Bruno Cenghialta |                           |       |

| Núm.                                                     | Ciclista                          | Pos.  |
| -------------------------------------------------------- | --------------------------------- | ----- |
| 131                                                      | Mark Cavendish (GBR)              | HD-11 |
| 132                                                      | Edvald Boasson Hagen (NOR)        | 84    |
| 133                                                      | Reinardt Janse van Rensburg (RSA) | 110   |
| 134                                                      | Serge Pauwels (BEL)               | NP-16 |
| 135                                                      | Mark Renshaw (AUS)                | HD-11 |
| 136                                                      | Tom-Jelte Slagter (NED)           | 59    |
| 137                                                      | Jay Robert Thomson (RSA)          | 143   |
| 138                                                      | Julien Vermote (BEL)              | 75    |
| Director esportiu: Roger Hammond/Jean-Pierre Heynderickx |                                   |       |

| Núm.                                                | Ciclista                 | Pos.  |
| --------------------------------------------------- | ------------------------ | ----- |
| 141                                                 | Ilnur Zakarin (RUS)      | 9     |
| 142                                                 | Ian Boswell (USA)        | 79    |
| 143                                                 | Robert Kišerlovski (CRO) | AB-5  |
| 144                                                 | Marcel Kittel (GER)      | HD-11 |
| 145                                                 | Pavel Kochetkov (RUS)    | 61    |
| 146                                                 | Tony Martin (GER)        | NP-9  |
| 147                                                 | Nils Politt (GER)        | 87    |
| 148                                                 | Rick Zabel (GER)         | AB-12 |
| Director esportiu: Dimitri Konyshev/Torsten Schmidt |                          |       |

| Núm.                                                | Ciclista                | Pos. |
| --------------------------------------------------- | ----------------------- | ---- |
| 151                                                 | Arnaud Démare (FRA)     | 141  |
| 152                                                 | David Gaudu (FRA)       | 34   |
| 153                                                 | Jacopo Guarnieri (ITA)  | 144  |
| 154                                                 | Olivier Le Gac (FRA)    | 127  |
| 155                                                 | Tobias Ludvigsson (SWE) | 74   |
| 156                                                 | Rudy Molard (FRA)       | 38   |
| 157                                                 | Ramon Sinkeldam (NED)   | 134  |
| 158                                                 | Arthur Vichot (FRA)     | 41   |
| Director esportiu: Thierry Bricaud/Frédéric Guesdon |                         |      |

| Núm.                                            | Ciclista                    | Pos.  |
| ----------------------------------------------- | --------------------------- | ----- |
| 161                                             | Steven Kruijswijk (NED)     | 5     |
| 162                                             | Robert Gesink (NED)         | 31    |
| 163                                             | Dylan Groenewegen (NED)     | AB-12 |
| 164                                             | Amund Grondahl Jansen (NOR) | 139   |
| 165                                             | Paul Martens (GER)          | 81    |
| 166                                             | Primoz Roglic (SLO)         | 4     |
| 167                                             | Timo Roosen (NED)           | 137   |
| 168                                             | Antwan Tolhoek (NED)        | 37    |
| Director esportiu: Nico Verhoeven/Frans Maassen |                             |       |

| Núm.                                              | Ciclista                | Pos.  |
| ------------------------------------------------- | ----------------------- | ----- |
| 171                                               | André Greipel (GER)     | AB-12 |
| 172                                               | Tiesj Benoot (BEL)      | NP-5  |
| 173                                               | Jasper De Buyst (BEL)   | 142   |
| 174                                               | Thomas De Gendt (BEL)   | 65    |
| 175                                               | Jens Keukeleire (BEL)   | NP-10 |
| 176                                               | Tomasz Marczynski (POL) | 103   |
| 177                                               | Marcel Sieberg (GER)    | AB-12 |
| 178                                               | Jelle Vanendert (BEL)   | AB-19 |
| Director esportiu: Herman Frison/Frederik Willems |                         |       |

| Núm.                                                  | Ciclista               | Pos.  |
| ----------------------------------------------------- | ---------------------- | ----- |
| 181                                                   | Lilian Calmejane (FRA) | 30    |
| 182                                                   | Thomas Boudat (FRA)    | 89    |
| 183                                                   | Sylvain Chavanel (FRA) | 39    |
| 184                                                   | Jérôme Cousin (FRA)    | 93    |
| 185                                                   | Damien Gaudin (FRA)    | 140   |
| 186                                                   | Fabien Grellier (FRA)  | 120   |
| 187                                                   | Romain Sicard (FRA)    | 73    |
| 188                                                   | Rein Taaramäe (EST)    | HD-12 |
| Director esportiu: Benoit Genauzeau/Dominique Arnould |                        |       |

| Núm.                                            | Ciclista             | Pos. |
| ----------------------------------------------- | -------------------- | ---- |
| 191                                             | Bauke Mollema (NED)  | 26   |
| 192                                             | Julien Bernard (FRA) | 35   |
| 193                                             | Koen de Kort (NED)   | 78   |
| 194                                             | John Degenkolb (GER) | 111  |
| 195                                             | Michael Gogl (AUT)   | 113  |
| 196                                             | Tsgabu Grmay (ETH)   | AB-2 |
| 197                                             | Toms Skujinš (LAT)   | 82   |
| 198                                             | Jasper Stuyven (BEL) | 63   |
| Director esportiu: Kim Andersen/Steven de Jongh |                      |      |

| Núm.                                                    | Ciclista                 | Pos. |
| ------------------------------------------------------- | ------------------------ | ---- |
| 201                                                     | Christophe Laporte (FRA) | 124  |
| 202                                                     | Dimitri Claeys (BEL)     | 130  |
| 203                                                     | Nicolas Edet (FRA)       | 43   |
| 204                                                     | Jesús Herrada (ESP)      | 47   |
| 205                                                     | Daniel Navarro (ESP)     | 45   |
| 206                                                     | Anthony Perez (FRA)      | 85   |
| 207                                                     | Julien Simon (FRA)       | 101  |
| 208                                                     | Anthony Turgis (FRA)     | 116  |
| Director esportiu: Roberto Damiani/Christian Guiberteau |                          |      |

| Núm.                                                       | Ciclista                       | Pos. |
| ---------------------------------------------------------- | ------------------------------ | ---- |
| 211                                                        | Guillaume Martin (FRA)         | 21   |
| 212                                                        | Thomas Degand (BEL)            | 54   |
| 213                                                        | Timothy Dupont (BEL)           | 131  |
| 214                                                        | Marco Minnaard (NED)           | 64   |
| 215                                                        | Yoann Offredo (FRA)            | 91   |
| 216                                                        | Andrea Pasqualon (ITA)         | 95   |
| 217                                                        | Dion Smith (NZL)               | 97   |
| 218                                                        | Guillaume Van Keirsbulck (BEL) | 123  |
| Director esportiu: Hilaire Van der Schueren/Steven de Neef |                                |      |